# Burgas Lufthavn
Burgas Lufthavn (IATA: BOJ, ICAO: LBBG) er en lufthavn i Bulgarien. Den er beliggende en kilometer vest for Sarafowo, 10 km fra centrum af Burgas i den østlige del af landet. Imellem Burgas og lufthavnen ligger Atanasovskosøen.
Om sommeren ankommer der en stor mængde charterfly med turister. I 2012 betjente lufthavnen 2.380.536 passagerer og havde 18.856 start- og landinger, ligesom 2.281 tons fragt blev ekspederet. Dette gjorde den til landets anden travleste efter Sofia Lufthavn.

## Historie
Det franske selskab CIDNA (nu en del af Air France) åbnede 27. juni 1927 en radiostation ved området hvor Burgas Lufthavn kom til at ligge. I kontrakten med den bulgarske regering, var det beskrevet at alle ansatte i Burgas Lufthavn skulle være bulgarske.
Den 29. juni 1947 begyndte Balkan Bulgarian Airlines med indenrigsflyvninger mellem Burgas, Plovdiv og Sofia ved hjælp af et Junkers Ju 52 fly. I 1950'erne og 1960'erne blev lufthavnen udvidet og moderniseret, og en landingsbane af beton blev opført. I 1970 blev lufthavnen betjente lufthavnen 45 internationale destinationer.
Fraport (Fraport AG Frankfurt Airport Services Worldwide) overtog i 2006 driften af Burgas og Varna Lufthavne på en 35 år lang kontrakt. Her blev selskabet forpligtiget til investeringer på 500 millioner euro.
Den 18. juli 2012 sprang en selvmordsbomber sig selv i luften i en bus med israelske turister, som netop var ankommet med fly fra Tel Aviv. Eksplosionen dræbte syv og sårede 32 personer.